# وادي الساقي
| مخطط المناخ وادي الساقي | مخطط المناخ وادي الساقي | مخطط المناخ وادي الساقي | مخطط المناخ وادي الساقي | مخطط المناخ وادي الساقي | مخطط المناخ وادي الساقي | مخطط المناخ وادي الساقي | مخطط المناخ وادي الساقي | مخطط المناخ وادي الساقي | مخطط المناخ وادي الساقي | مخطط المناخ وادي الساقي | مخطط المناخ وادي الساقي |
| --- | ----------------------- | ----------------------- | ----------------------- | ----------------------- | ----------------------- | ----------------------- | ----------------------- | ----------------------- | ----------------------- | ----------------------- | ----------------------- |
| 01 | 02                      | 03                      | 04                      | 05                      | 06                      | 07                      | 08                      | 09                      | 10                      | 11                      | 12                      |
| 42 17 5 | 25 20 5                 | 70 27 8                 | 33 31 11                | 17 38 15                | 8 44 20                 | 8 42 23                 | 23 45 25                | 49 37 18                | 65 31 16                | 28 24 10                | 53 18 6                 |
| متوسط درجة-الحرارة °س مجاميع الهطل مم مصدر: |                         |                         |                         |                         |                         |                         |                         |                         |                         |                         |                         |
| بالوحدات الإنكليزية \| 01 \| 02 \| 03 \| 04 \| 05 \| 06 \| 07 \| 08 \| 09 \| 10 \| 11 \| 12 \| \| 1.7 63 41 \| 1 68 41 \| 2.8 81 46 \| 1.3 88 52 \| 0.7 100 59 \| 0.3 111 68 \| 0.3 108 73 \| 0.9 113 77 \| 1.9 99 64 \| 2.6 88 61 \| 1.1 75 50 \| 2.1 64 43 \| \| متوسط درجة-الحرارة °ف مجاميع الهطول ″ \| \| \| \| \| \| \| \| \| \| \| \| |                         |                         |                         |                         |                         |                         |                         |                         |                         |                         |                         |
| 01 | 02                      | 03                      | 04                      | 05                      | 06                      | 07                      | 08                      | 09                      | 10                      | 11                      | 12                      |
| 1.7 63 41 | 1 68 41                 | 2.8 81 46               | 1.3 88 52               | 0.7 100 59              | 0.3 111 68              | 0.3 108 73              | 0.9 113 77              | 1.9 99 64               | 2.6 88 61               | 1.1 75 50               | 2.1 64 43               |
| متوسط درجة-الحرارة °ف مجاميع الهطول ″ |                         |                         |                         |                         |                         |                         |                         |                         |                         |                         |                         |

وادي الساقي هو وادي في تونس 120 كم جنوب العاصمة.
يقع الوادي عند النقطة 35.788333 شمالا و 9.928889 شرقا ويتدفق بالقرب من القيروان.
تكوين الوادي هو هيكل جيولوجي من العصر الميوسيني اقترحه بيير فيليكس بوروليت (بالفرنسية: Pierre Félix Burollet)‏ لأول مرة في عام 1956.
المناخ دافئ. متوسط درجة الحرارة 22 درجة مئوية. أحر الأشهر هو شهر أغسطس، بحوالي 35 درجة مئوية، ويوم دافئ عند 11 درجة مئوية. متوسط هطول الأمطار 421 ملم في السنة.